# 埃克耶
埃克耶（法語：Écueillé，發音：[ekœje] ⓘ），法国中部市镇，位于中央-卢瓦尔河谷大区安德尔省，隶属于沙托鲁区，其市镇面积为34.9平方公里，2022年1月1日时人口数量为1,189人，在法国市镇中排名第8,602位（2022年）。
埃克耶位于安德尔省西北部，是一个区域性的中心城市，多个方向的公路在此交汇。

## 地名来源
“Écueillé”一名最初可能于1107年以“Scubiliacus”的形式被记载，该名称的来源及含义尚缺乏官方论述。

## 历史

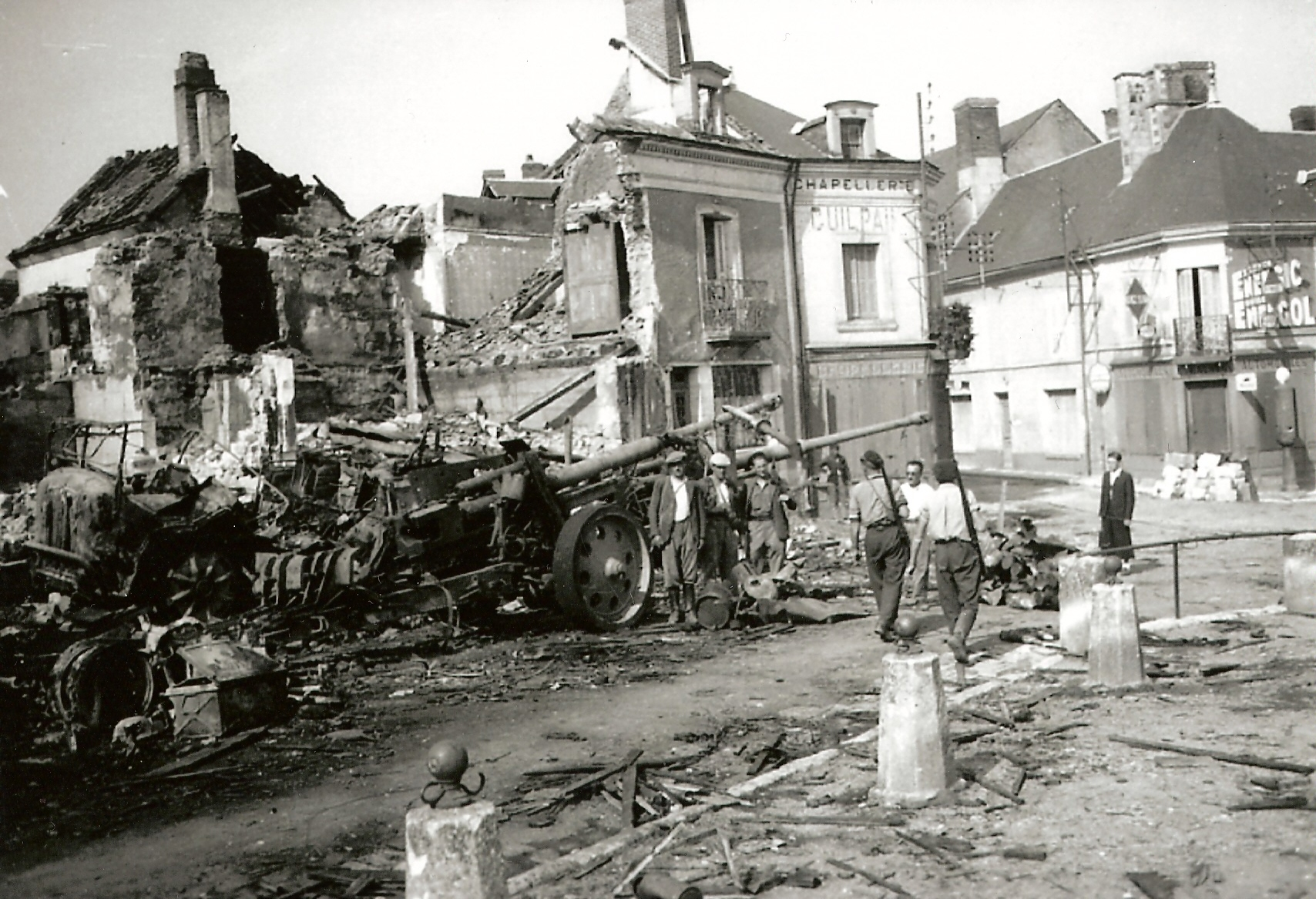
二战中遭到破坏的埃克耶

埃克耶的早期历史尚不清楚，该地历史上长期为图赖讷地区的一处普通农业聚落。法国大革命后，埃克耶成为安德尔省的一个市镇，并自1801年起成为该省的一个县治。埃尔沃（Hervaux）和克卢埃（Cloué）两个市镇分别于1813年和1853年整体并入埃克耶。二十世纪初，途径埃克耶的勒布朗—阿尔让铁路建成通车，后部分关闭。1944年8月25日，法国军队与纳粹德军发生埃克耶战役并取得成功，埃克耶在战争中损毁严重，此后当地每年举办纪念活动。2014年，埃克耶县被撤销。

## 地理

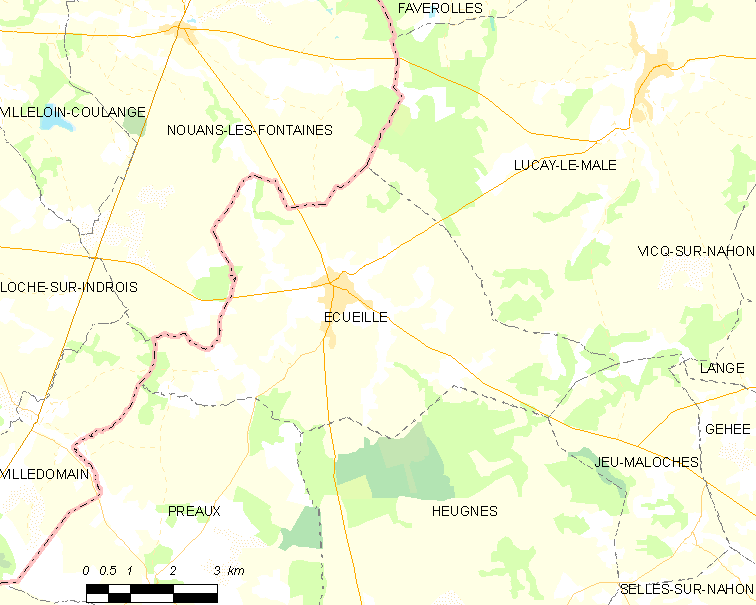
埃克耶市镇范围地图

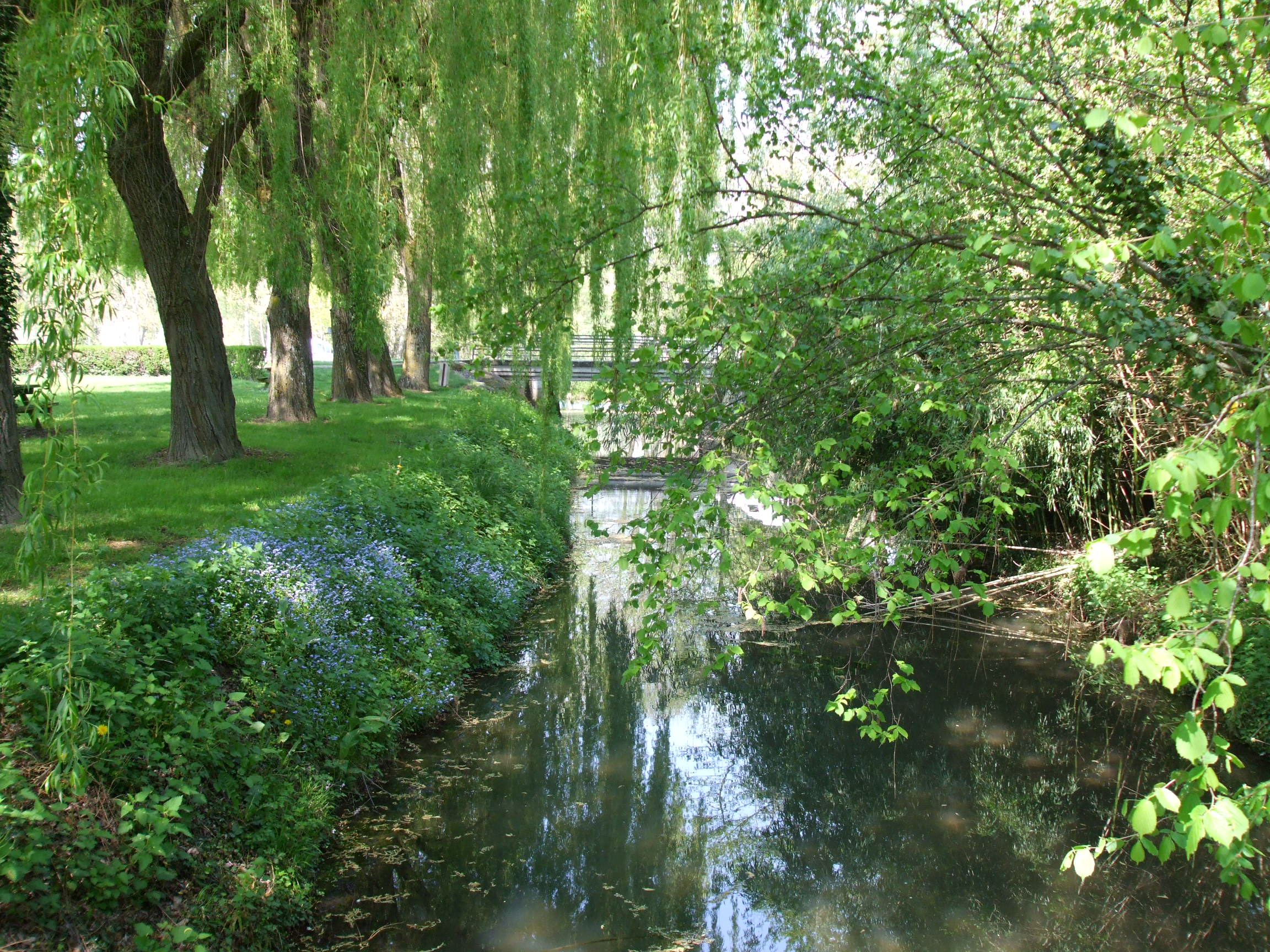
图尔芒特河埃克耶段

埃克耶位于法国中部偏西，中央-卢瓦尔河谷大区南部和安德尔省西北部，距离省会沙托鲁大约45公里。与埃克耶接壤的市镇包括：厄涅、热马洛什、吕赛勒马勒、努昂莱方丹、维勒多曼和普雷欧。

### 地形
埃克耶位于贝里和图赖讷之间的过渡地带，境内以缓丘为主，市镇中心位于一处河谷地带，河岸附近区域起伏较为明显，全境海拔在119到187米之间。

### 水文
埃克耶位于卢瓦尔河流域范围内，图尔芒特河自东南向西北蜿蜒流经镇中心；此外市镇东侧还有波特里塘（étang de la Poterie）。

### 植被
埃克耶属于温带阔叶混交林区，林地多分布于河流附近及坡地地带。
在鲜花城市的评比中，埃克耶暂未被评级。

### 自然灾害
埃克耶的地震危险度等级为2级，属于低危险；氡辐射等级为1级，属于低危险。1982至2025年5月间，埃克耶境内共发生12次有记录的自然灾害，其中4次洪涝，6次干旱。

### 气候
埃克耶在柯本气候分类法中属于温带海洋性气候（Cfb）。

## 行政区划
埃克耶的市镇编号为36069，邮政编号为36240。
在行政管理方面，埃克耶隶属于法国中央-卢瓦尔河谷大区安德尔省沙托鲁区；在地方选举方面，埃克耶隶属于瓦朗赛县，其市镇范围全境被划入安德尔省第二选区；在社会管理方面，埃克耶是埃克耶-瓦朗赛市镇公共社区的组成部分。
截至2025年5月，埃克耶市镇范围内暂无任何安全优先街区及城市政策优先街区。
法国国家统计与经济研究所（简称“INSEE”）在进行数据统计时，未将埃克耶划入任何城市核心区（Unité urbaine)及城市辐射区（Aire d'attraction)。此外，INSEE还将埃克耶市镇整体看作一个“块区”（IRIS），以便于统计人口分布情况。

## 交通

### 公路
安德尔省省道D8线、D8a线、D8c线、D11线、D13线和D109线在埃克耶境内交汇。中央-卢瓦尔河谷大区城际客运（商业名称为“Rémi”）下属的安德尔省城际客运S线经停埃克耶，可通往沙托鲁。
2021年，63.0%的埃克耶家庭拥有至少一辆私人汽车。2023年，埃克耶境内共发生各类交通事故1起，造成1人重伤。
| 11 | 36 |

| 12 | 31 |

| 沙托鲁 | 45 |

| 勒夫鲁 | 25 |

| 瓦朗赛 | 20 |

| 圣艾尼昂 | 25 |

| 洛什 | 29 |

| 比藏赛 | 26 |

### 铁路

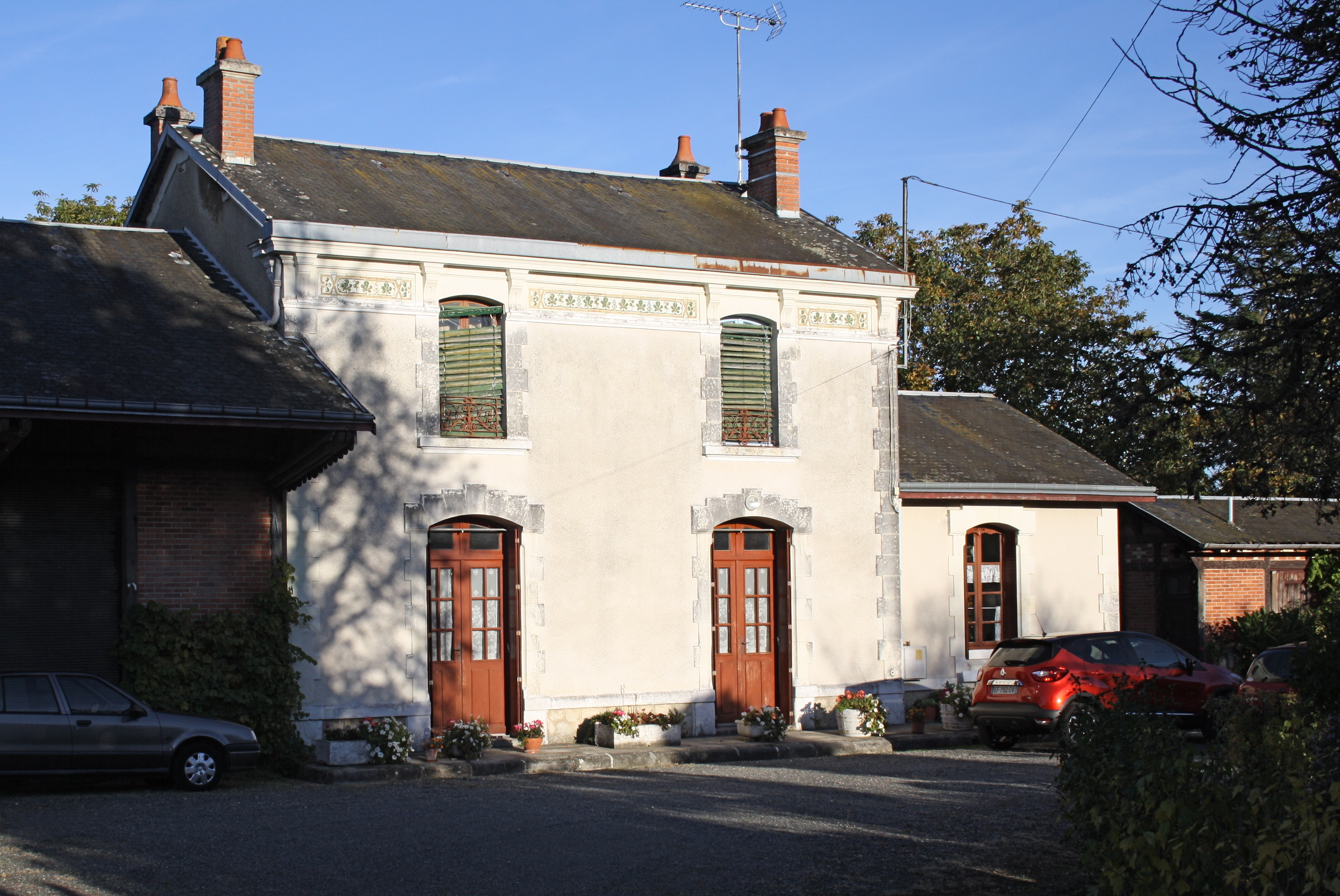
原埃克耶火车站的站房

距离埃克耶最近的运营中的客运铁路车站为21公里外的瓦朗赛站，该站位于地方窄轨铁路勒布朗—阿尔让铁路上，不直接与法国铁路网联通。该站停靠前往萨尔布里方向的区域列车。

### 航空
埃克耶距离沙托鲁机场的公路里程大约44公里。

### 城市公共交通
截至2025年5月，埃克耶暂无城市公共交通系统。

## 政治

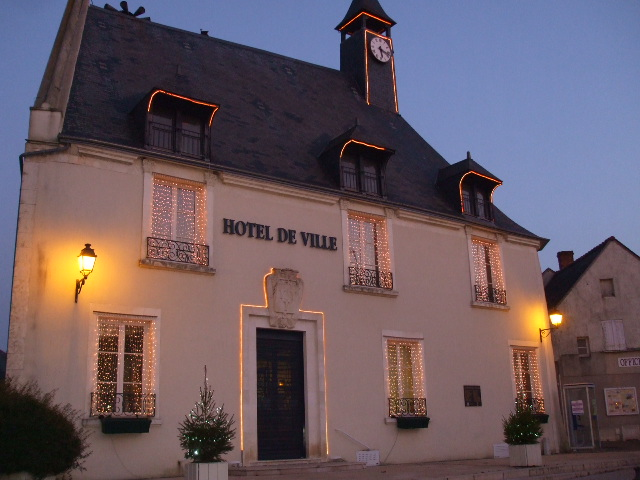
埃克耶市政厅

埃克耶的现任市长为让·奥弗雷尔先生（Jean AUFRÈRE），他是一名左翼无党派人士，在2020年的市政选举中获得了100%的支持率（无其他候选人）。
在2022年的法国总统大选的第二轮选举中，法国第25任总统埃马纽埃尔·马克龙在埃克耶获得了50.47%的支持率。

## 人口
2022年，埃克耶市镇人口数量为1,189，在法国排名第8,602位。其中男性568人，女性624人，75岁及以上人口占19.5%，外籍人口数量为29人，人口密度为34人/平方公里，当地居民被称为（男性）或（女性）。2015至2021年间，埃克耶的人口增长率为–1.3%。2022年，埃克耶境内出生10人，死亡人口41人。
| 埃克耶1901年－2022年人口变化情况 |
|                                  |
| 数据来源：Cassini、INSEE         |

## 经济
INSEE于2020年将埃克耶划入洛什就业区（Zone d'emploi de Loches），并又于2022年将其划入瓦朗赛生活区（Bassin de vie de Valençay）。截至2024年底，埃克耶市镇范围内共有各类用人单位（包含自雇）221家，比上一年同期新增3家；（内衣制造）和（企业管理）是当地2022年已公布营业额最高的两个企业，分别为2,654,460欧元及768,000欧元。

## 财政与居民收入
2023年，埃克耶的财政收入总额为1,450,390欧元，财政支出总额为1,152,540欧元，当年的债务总额为1,061,480欧元。2023年，埃克耶市镇通过增值税获得85,150欧元的收入，此外当地还共获得了318,020欧元的国家直接财政补助。
| 埃克耶居民收入情况                                                                                 | 埃克耶居民收入情况  | 埃克耶居民收入情况  | 埃克耶居民收入情况  |
| 内容                                                                                               | 埃克耶              | 安德尔省            | 法國                |
| -------------------------------------------------------------------------------------------------- | ------------------- | ------------------- | ------------------- |
| 居民平均时薪                                                                                       | 不详                | 13.8欧元（2022年）  | 17欧元（2022年）    |
| 高级职员人均时薪                                                                                   | 不详                | 23.8欧元（2022年）  | 29.1欧元（2022年）  |
| 中级职员人均时薪                                                                                   | 不详                | 15.4欧元（2022年）  | 16.6欧元（2022年）  |
| 普通职员人均时薪                                                                                   | 不详                | 11.5欧元（2022年）  | 12.1欧元（2022年）  |
| 工人人均时薪                                                                                       | 不详                | 12.1欧元（2022年）  | 12.5欧元（2022年）  |
| 贫困率                                                                                             | 不详                | 15.4%（2021年）     | 14.5%（2021年）     |
| 青壮年（15至64岁）失业率                                                                           | 12.3%（2021年）     | 11.6%（2021年）     | 10.4%（2021年）     |
| 家庭总数                                                                                           | 590（2022年）       | 414（2022年）       | 1,160（2022年）     |
| 征税家庭数量占比                                                                                   | 32.3%（2023年）     | 45.1%（2022年）     | 44.8%（2022年）     |
| 家庭年均纳税                                                                                       | 1,230欧元（2023年） | 2,100欧元（2022年） | 4,481欧元（2022年） |
| *注：INSEE未公布2,000人口以下市镇的部分经济数据。 资料来源：INSEE、L'Internaute、Le Journal du Net |                     |                     |                     |

## 社会事务

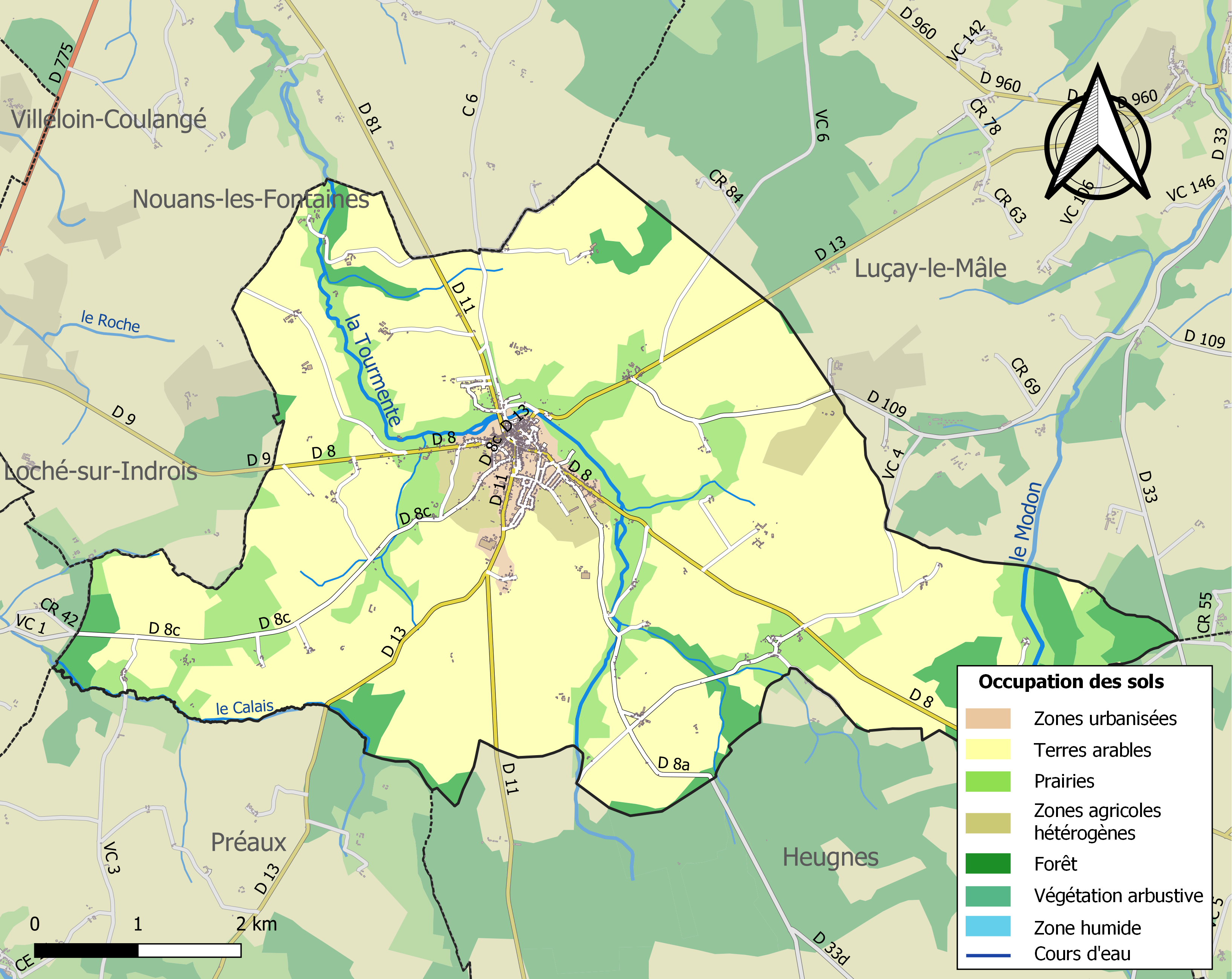
埃克耶土地利用情况地图

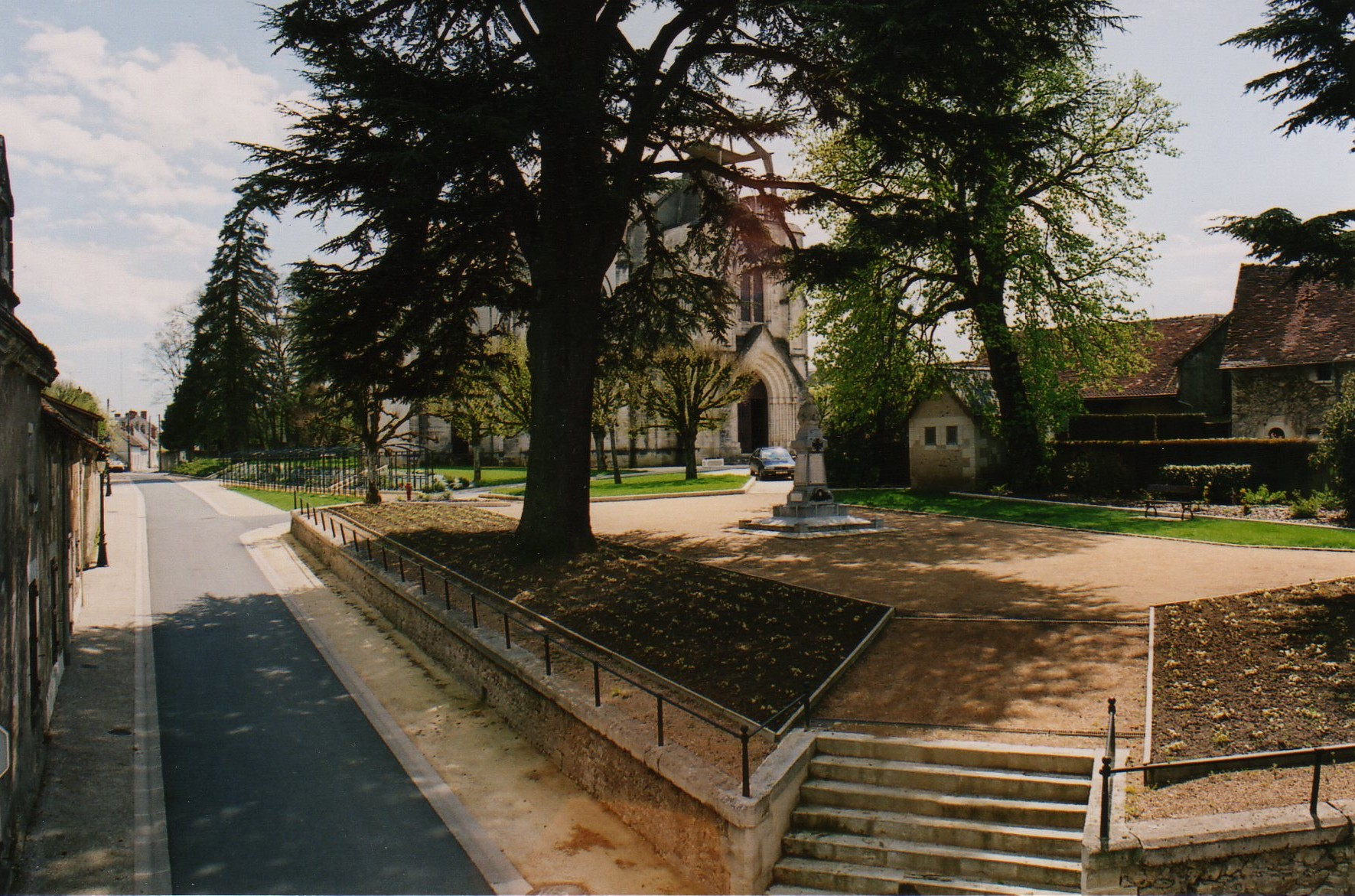
教堂广场

### 教育
埃克耶属于奥尔良-图尔学区。截至2023年1月1日，埃克耶境内共有1所小学和1所初级中学。2022至2023学年度，埃克耶境内共有在校中等教育阶段学生88名。

### 医疗
截至2023年1月1日，埃克耶境内共有全科医生1名、保健师1名、牙医1名、护士2名、药房1家、养老院1家。
距离埃克耶最近的区域性医疗机构为瓦朗赛中心医院（Centre Hospitalier d'Écueillé），其主病区圣夏尔医院（Hôpital Saint Charles）位于瓦朗赛市区东侧，距离埃克耶市区的正常车程大约20分钟，该院设有床位218个。

### 住房
2021年，埃克耶境内共有各类住房826套，其中94.1%为独立式住宅，5.7%为集中式住宅。常住房屋占埃克耶市镇范围内居民建筑总量的74.6%。2023年，埃克耶的居住税率为14.31%，不动产税率为36.92%（其中空置土地的不动产税率为47.47%）。
在住房保障政策方面，2023年，埃克耶境内共有190户家庭获得了家庭津贴补助，受益人数占总人口数量的16.0%，其中100份为房租补助。

### 商业
2021年，埃克耶境内共有各类实体商铺27家，其中大型超市1家、杂货店1家、面包房2家、肉铺1家、美容美发店1家、汽车维修店2家。埃克耶镇中心南侧建有一家Intermarché超市。

### 体育
2023年，埃克耶境内共有1间体育馆、1处网球场以及1处足球或橄榄球场。
截至2025年5月，埃克耶体育社（Société Sportive Ecueilloise，编号524568）是埃克耶境内唯一的一家注册足球俱乐部，其主队2024至2025赛季参加安德尔省足球联赛乙组（法国第十级别），其位于埃克耶境内的主场为市政球场（Stade Municipal）。

### 环境
埃克耶的环境事务由其所属的埃克耶-瓦朗赛市镇公共社区联合各级政府协调负责。2021年，埃克耶境内暂无污染企业。

### 治安
2021年，埃克耶市镇范围内有1处宪兵队。
2024年，埃克耶市镇范围内累计记录各类案件24起，其中盗窃类案件9起，人身侵犯类案件6起，毒品交易类案件1起。

## 文化

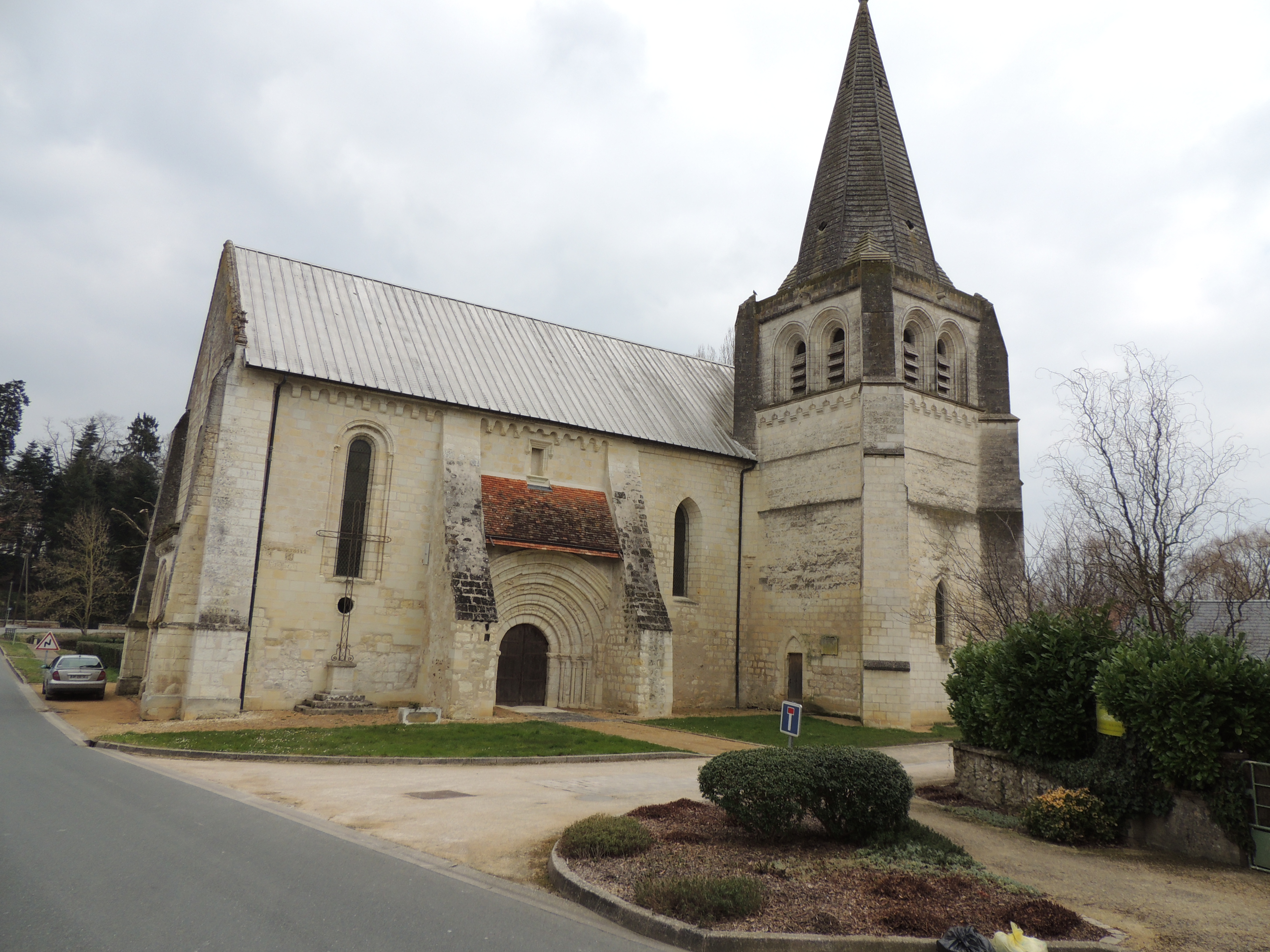
圣母教堂

2021年，埃克耶境内暂无任何文化设施。埃克耶境内建有多媒体中心（Médiathèque），每周二、三、五、六向公众开放。

### 建筑
截至2025年5月，埃克耶境内共有2处建筑被列入法国国家文物保护单位，包括圣母教堂（Église Notre-Dame d'Écueillé）和一段废弃的铁路。

### 旅游
埃克耶的旅游事务由其所属的埃克耶-瓦朗赛市镇公共社区联合各级政府协调负责。2024年，埃克耶境内共有1家酒店共计6间房间；另有1个露营地，可容纳共27辆露营车。

### 媒体
法国主要的媒体均可在埃克耶接收，法国电视三台下属的中央-卢瓦尔河谷大区频道在部分时段播出埃克耶所在安德尔省的地方新闻。《中西部新共和国报》、Ici贝里、伊苏丹贝里第一电视台等是当地主要的地方性媒体。

## 友好城市
截至2025年5月，埃克耶共与一座城市建立了友好城市关系：
- 比利时 伊特尔